# Olivier Delaître
Olivier Delaître (Metz, 1 de juny de 1967) és un extennista professional francès que va destacar en les proves de dobles masculins.
En el seu palmarès hi ha quinze títols de dobles masculins del circuit ATP que li van permetre ocupar el tercer lloc del rànquing de dobles. Individualment va disputar quatre finals però sense èxit, va arribar al 33è lloc del rànquing individual. Va formar part de l'equip francès de Copa Davis que es va imposar en l'edició de 1991.

## Palmarès

### Individual: 4 (0−4)
| Llegenda (pre/post 2009)                                 |
| -------------------------------------------------------- |
| Grand Slams (0−0)                                        |
| Tennis Masters Cup / ATP Finals (0−0)                    |
| ATP Masters Series / ATP World Tour Masters 1000 (0−0)   |
| ATP International Series Gold / ATP World Tour 500 (0−0) |
| ATP International Series / ATP World Tour 250 (0−4)      |

| Títols per superfície |
| --------------------- |
| Dura (0−2)            |
| Gespa (0−0)           |
| Terra batuda (0−1)    |
| Moqueta (0−1)         |

| Resultat  | Núm. | Data                  | Torneig                    | Superfície   | Oponent         | Marcador |
| --------- | ---- | --------------------- | -------------------------- | ------------ | --------------- | -------- |
| Finalista | 1.   | 9 de setembre de 1986 | Bordeus, França            | Terra batuda | Guy Forget      | 1−6, 3−6 |
| Finalista | 2.   | 14 d'octubre de 1991  | Lió, França                | Moqueta (i)  | Pete Sampras    | 1−6, 1−6 |
| Finalista | 3.   | 4 de gener de 1993    | Kuala Lumpur, Malàisia     | Dura         | Richey Reneberg | 3−6, 1−6 |
| Finalista | 4.   | 15 d'agost de 1994    | Indianapolis, Estats Units | Dura         | Wayne Ferreira  | 2−6, 1−6 |

### Dobles masculins: 26 (15−11)
| Llegenda (pre/post 2009)                                 |
| -------------------------------------------------------- |
| Grand Slams (0−0)                                        |
| Tennis Masters Cup / ATP Finals (0−0)                    |
| ATP Masters Series / ATP World Tour Masters 1000 (1−1)   |
| ATP International Series Gold / ATP World Tour 500 (3−2) |
| ATP International Series / ATP World Tour 250 (11−8)     |

| Títols per superfície |
| --------------------- |
| Dura (10−9)           |
| Gespa (1−0)           |
| Terra batuda (2−1)    |
| Moqueta (2−1)         |

| Resultat  | Núm. | Data                   | Torneig                     | Superfície   | Parella             | Oponents                            | Marcador           |
| --------- | ---- | ---------------------- | --------------------------- | ------------ | ------------------- | ----------------------------------- | ------------------ |
| Guanyador | 1.   | 4 de febrer de 1991    | Guarujá, Brasil             | Dura         | Rodolphe Gilbert    | Shelby Cannon Greg Van Emburgh      | 6−2, 6−4           |
| Guanyador | 2.   | 1 de febrer de 1993    | Marsella, França            | Moqueta (i)  | Arnaud Boetsch      | Ivan Lendl Christo van Rensburg     | 6−3, 7−6           |
| Finalista | 1.   | 23 d'agost de 1993     | Long Island, Estats Units   | Dura         | Arnaud Boetsch      | Marc-Kevin Goellner David Prinosil  | 7−6, 5−7, 2−6      |
| Guanyador | 3.   | 3 de gener de 1994     | Doha, Qatar                 | Dura         | Stéphane Simian     | Shelby Cannon Byron Talbot          | 6−3, 6−3           |
| Guanyador | 4.   | 13 de juny de 1994     | Halle, Alemanya             | Gespa        | Guy Forget          | Henri Leconte Gary Muller           | 6−4, 6−7, 6−4      |
| Guanyador | 5.   | 22 d'agost de 1994     | Long Island                 | Dura         | Guy Forget          | Andrew Florent Mark Petchey         | 6−4, 7−6           |
| Guanyador | 6.   | 12 de setembre de 1994 | Bordeus, França             | Dura         | Guy Forget          | Diego Nargiso Guillaume Raoux       | 6−2, 2−6, 7−5      |
| Guanyador | 7.   | 17 de juliol de 1995   | Washington DC, Estats Units | Dura         | Jeff Tarango        | Petr Korda Cyril Suk                | 1−6, 6−3, 6−2      |
| Finalista | 2.   | 29 d'abril de 1996     | Múnic, Alemanya             | Terra batuda | Diego Nargiso       | Lan Bale Stephen Noteboom           | 6−4, 6−7, 4−6      |
| Finalista | 3.   | 14 d'octubre de 1996   | Tolosa, França              | Dura (i)     | Guillaume Raoux     | Jacco Eltingh Paul Haarhuis         | 3−6, 5−7           |
| Finalista | 4.   | 10 de febrer de 1997   | Marsella                    | Dura (i)     | Fabrice Santoro     | Thomas Enqvist Magnus Larsson       | 3−6, 4−6           |
| Guanyador | 8.   | 17 de febrer de 1997   | Anvers, Bèlgica             | Dura (i)     | David Adams         | Sandon Stolle Cyril Suk             | 3−6, 6−2, 6−1      |
| Finalista | 5.   | 13 d'octubre de 1997   | Lió, França                 | Moqueta (i)  | Fabrice Santoro     | Ellis Ferreira Patrick Galbraith    | 6−3, 2−6, 4−6      |
| Finalista | 6.   | 5 de gener de 1998     | Doha                        | Dura         | Fabrice Santoro     | Mahesh Bhupathi Leander Paes        | 4−6, 6−3, 4−6      |
| Finalista | 7.   | 6 d'abril de 1998      | Chennai, Índia              | Dura         | Max Mirnyi          | Mahesh Bhupathi Leander Paes        | 7−6, 3−6, 2−6      |
| Finalista | 8.   | 13 d'abril de 1998     | Tòquio, Japó                | Dura         | Stefano Pescosolido | Sébastien Lareau Daniel Nestor      | 3−6, 4−6           |
| Guanyador | 9.   | 20 de juliol de 1998   | Stuttgart, Alemanya         | Terra batuda | Fabrice Santoro     | Joshua Eagle Jim Grabb              | 6−1, 3−6, 6−3      |
| Finalista | 9.   | 10 d'agost de 1998     | Cincinnati, Estats Units    | Dura         | Fabrice Santoro     | Mark Knowles Daniel Nestor          | 1−6, 1−2, retirada |
| Guanyador | 10.  | 28 de setembre de 1998 | Tolosa                      | Dura (i)     | Fabrice Santoro     | Paul Haarhuis Jan Siemerink         | 6−2, 6−4           |
| Guanyador | 11.  | 5 d'octubre de 1998    | Basilea, Suïssa             | Dura (i)     | Fabrice Santoro     | Piet Norval Kevin Ullyett           | 6−3, 7−6           |
| Guanyador | 12.  | 19 d'octubre de 1998   | Lió                         | Moqueta (i)  | Fabrice Santoro     | Tomás Carbonell Francisco Roig      | 6−2, 6−2           |
| Guanyador | 13.  | 19 d'abril de 1999     | Montecarlo, Mònaco          | Terra batuda | Tim Henman          | Jiří Novák David Rikl               | 6−2, 6−3           |
| Finalista | 10.  | 16 d'agost de 1999     | Indianapolis, Estats Units  | Dura         | Leander Paes        | Paul Haarhuis Jared Palmer          | 3−6, 4−6           |
| Guanyador | 14.  | 23 d'agost de 1999     | Long Island (2)             | Dura         | Fabrice Santoro     | Jan-Michael Gambill Scott Humphries | 7−5, 6−4           |
| Guanyador | 15.  | 27 de setembre de 1999 | Tolosa (2)                  | Dura (i)     | Jeff Tarango        | David Adams J-L. de Jager           | 3−6, 7−6, 6−4      |
| Finalista | 11.  | 10 de gener de 2000    | Auckland, Nova Zelanda      | Dura         | Jeff Tarango        | Ellis Ferreira Rick Leach           | 5−7, 4−6           |

### Equips: 1 (0−1)
| Resultat  | Núm. | Data                    | Torneig                  | Superfície       | Equip                                             | Oponents                                                         | Marcador |
| --------- | ---- | ----------------------- | ------------------------ | ---------------- | ------------------------------------------------- | ---------------------------------------------------------------- | -------- |
| Finalista | 1.   | 3−5 de desembre de 1999 | Copa Davis, Niça, França | Terra batuda (i) | Sebastien Grosjean Cédric Pioline Fabrice Santoro | Lleyton Hewitt Mark Philippoussis Mark Woodforde Todd Woodbridge | 2−3      |

## Trajectòria

### Individual
| Open d'Austràlia | A   | A   | A   | 2R    | 3R   | A     | 2R    | 1R    | 2R    | 4R    | 1R  | A     | Q3  | Q2  | 0 / 7     | 8 – 7     |
| Roland Garros | 1R  | 1R  | A   | 1R    | 1R   | 3R    | 1R    | 2R    | 4R    | 1R    | 1R  | 2R    | 2R  | Q3  | 0 / 12    | 8 – 12    |
| Wimbledon | A   | A   | A   | A     | 2R   | A     | 2R    | 2R    | 2R    | 3R    | A   | Q2    | A   | A   | 0 / 5     | 6 – 5     |
| US Open | A   | A   | A   | 2R    | 1R   | A     | 1R    | 1R    | 1R    | 1R    | A   | A     | A   | A   | 0 / 6     | 1 – 6     |
| Total Victòries−Derrotes | 1−2 | 0−4 | 1−4 | 10−14 | 6−16 | 19−11 | 19−26 | 15−23 | 23−23 | 17−27 | 2−8 | 10−13 | 7−8 | 0−0 | 378 – 290 | 378 – 290 |
| Rànquing a final d'any | 177 | 298 | 129 | 111   | 151  | 41    | 76    | 80    | 49    | 102   | 218 | 139   | 184 | 595 |           |           |
| Llegenda: G: Guanyador; F: Finalista; SF: Semifinalista; QF: Quarts de final; Q: Qualificació; A: Absent; RR: Round Robin; NC: No celebrat |     |     |     |       |      |       |       |       |       |       |     |       |     |     |           |           |

### Dobles masculins
| Open d'Austràlia | A   | A   | 1R   | 2R  | A   | A   | A     | 1R    | 1R    | 2R   | A     | 3R    | 3R    | 1R    | 0 / 8     | 6 – 8     |
| Roland Garros | 1R  | 2R  | 1R   | 2R  | 1R  | 2R  | 1R    | 1R    | 1R    | 2R   | 3R    | 1R    | 2R    | 1R    | 0 / 14    | 7 – 14    |
| Wimbledon | A   | A   | A    | A   | A   | A   | 3R    | 2R    | 3R    | A    | 1R    | A     | SF    | 3R    | 0 / 6     | 11 – 6    |
| US Open | A   | A   | 1R   | 2R  | A   | A   | 1R    | 2R    | 1R    | 3R   | 1R    | 3R    | 2R    | A     | 0 / 9     | 7 – 8     |
| Total Victòries−Derrotes | 0−2 | 3−3 | 7−12 | 3−7 | 7−6 | 8−8 | 16−15 | 42−19 | 20−24 | 9−12 | 22−18 | 43−19 | 35−17 | 10−15 | 225 – 178 | 225 – 178 |
| Rànquing a final d'any | 514 | 227 | 127  | 166 | 121 | 154 | 90    | 20    | 52    | 91   | 37    | 12    | 16    | 107   |           |           |
| Llegenda: G: Guanyador; F: Finalista; SF: Semifinalista; QF: Quarts de final; Q: Qualificació; A: Absent; RR: Round Robin; NC: No celebrat |     |     |      |     |     |     |       |       |       |      |       |       |       |       |           |           |